# Burg Calenberg
Die Burg Calenberg (Bezeichnungen des späteren Zustandes: Schloss Calenberg und Feste Calenberg; jetzige Bezeichnung der Ruine: Alt Calenberg) war eine mittelalterliche Niederungsburg bei Pattensen, Ortsteil Schulenburg, 13 km westlich von Hildesheim. Sie wurde ab 1292 von dem welfischen Herzog Otto dem Strengen in der Leineaue zwischen zwei Leinearmen als Wasserburg auf dem südlichen Teil der Kalkmergelbank Calenberg errichtet. Anfang des 16. Jahrhunderts wurde sie zu einer Festung umgebaut. Diese Feste Calenberg gab dem im 15. Jahrhundert zusammengefassten welfischen Fürstentum Calenberg den Namen. Nach dem Dreißigjährigen Krieg verlor sie ihre militärische Bedeutung und wurde geschleift. Heute ist sie eine Ruine mit unterirdischen Gewölben, die von hohen Wällen umgeben wird. Das nahe gelegene Gut Calenberg bezieht sich in der Namensgebung auf Burg Calenberg.

## Etymologie
Die Wortsilben Kal, Kalen-, Calen- in dem Wort Calenberg gehen auf das Wort kal in der mittelhochdeutschen und der mittelniederdeutschen Sprache zurück und bedeuten kahl, nackt, unbewaldet. Die Namensbildungen mit Kal, Kalen oder Calen können auch auf den geologischen Untergrund (Felsen, Gestein) bezogen werden. So bedeutet das Wort Calenberg das gleiche wie kahler Berg.
Es lassen sich folgende Sprachvarianten nachweisen: dat hus to der kalenborch 1327, dat slot kalenberch 1350, ...unse del des slotes der Kalenborch 1363, to dem Kalenberge, unse Slot de Kalenberch 1406, Haus Calenberg 1661, Fürstl. Ambtshaus, Fürstl. Palladium 1663, Altes Schloß Calenberg 1730, Auf dem Alten Calenberg 1777, Alt Calenberg 1854, Alt-Kalenberg 1896.

## Standort auf dem Calenberg

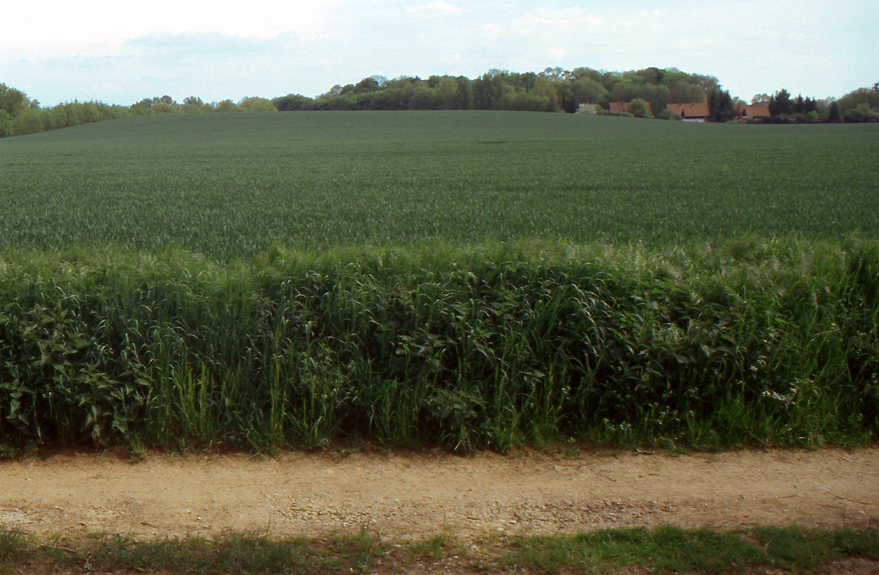
Der Calenberg, im Hintergrund Alt Calenberg mit ehemaligen Arbeiterhäusern und den baumbewachsenen Wällen der ehemaligen Burg Calenberg

Die Burganlage steht auf dem Calenberg, der eine Höhe von 70 m ü. NN hat. Er entstand vor fast 100 Millionen Jahren zu Beginn der Oberkreide im Cenomanium. Vor dem Bau der Burg ragte er als Kalkmergelbank zwischen den damaligen Flussarmen der Leine etwa 10 Meter aus der Auenlandschaft heraus. Er umfasst nicht nur das Areal der Burg Calenberg, sondern erstreckt sich noch 500 Meter weiter nach Norden. Deshalb musste der Wassergraben der Burg über zehn Meter tief in die Kalkmergelbank eingearbeitet werden.
Der Name Calenberg deutet darauf hin, dass die Kalkmergelbank nicht bewachsen war, sondern als ein kahler Berg aus der Leineaue herausragte. Die Leine hatte in der Mittelterrassenzeit im Norden und im Süden der Kalkmergelbank Kiese angelagert, die später mit Löß und Auelehm bedeckt wurden. Die Erbauer der Wasserburg verwendeten diese Kiese, den Löß und den Auelehm beim Bau der Wallanlagen. Die Steine für die Grundmauern und Befestigungen der Burg Calenberg wurden aus einem Steinbruch im Norden des Calenbergs entnommen, der in der zweiten Hälfte des zwanzigsten Jahrhunderts als Deponie benutzt und danach mit Muttererde abgedeckt wurde.

## Vorgängeranlage Wasserburg Calenberg

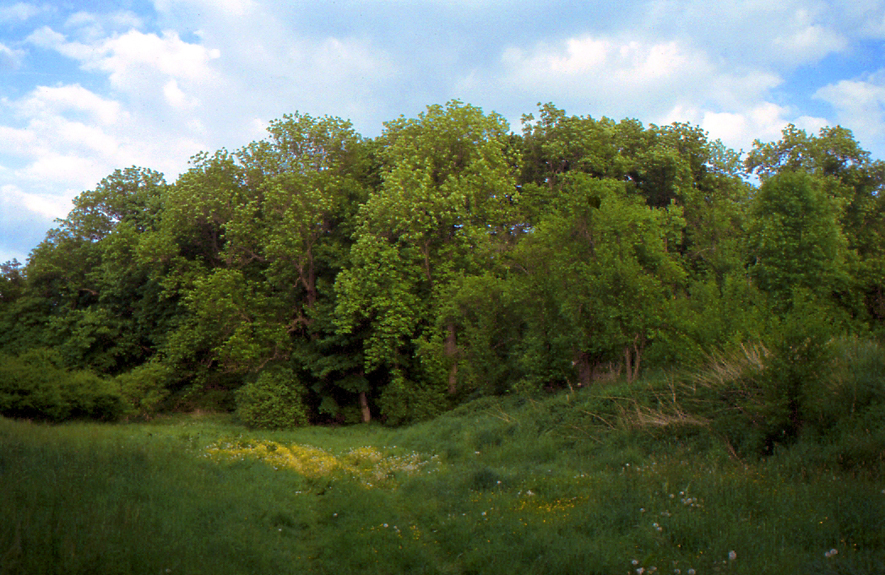
Ausgetrockneter Burggraben und baumbestandene Wälle der ehemaligen Burg Calenberg auf dem Calenberg

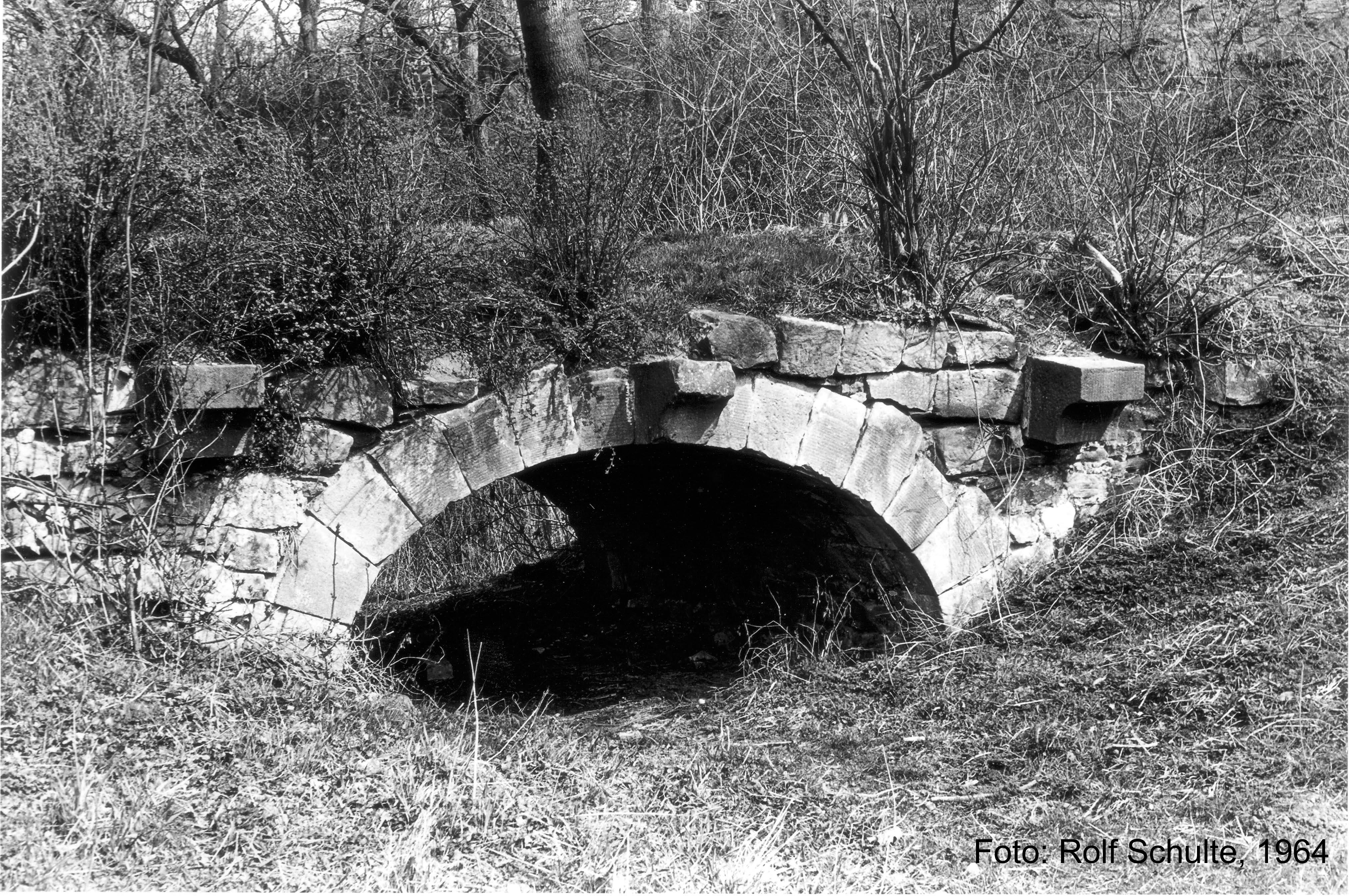
Brücke von 1757 über dem ausgetrockneten Burggraben, Foto 1964

Die Wasserburg entstand auf der Insel Calenberg als Niederungsburg in der Leine, die damals die Grenze zum bischöflich-hildesheimischen Gebiet bildete. Die Burg wurde auf einem erhöhten Plateau von etwa 50 × 70 m angelegt. Ringsherum führte ein umlaufender Wassergraben, der später beim Umbau der Burg zu einer weit größeren Festung wieder verfüllt worden ist. Ursprünglich war die Wasserburg wohl eine dreistöckige Turmhügelburg (Motte) mit einem Grundriss 14,4 × 14,4 m. Sie verfügte über einen nördlich gelegenen Wohnflügel. Die Burg beherrschte die Heerstraße von Gestorf durch das Leinetal nach Hildesheim.
Obwohl die Burg als Grenzbefestigung eine strategisch wichtige Position hatte, wurde sie aus Geldmangel schon ab 1327 dem Ritter Konrad von Saldern zu Lehen gegeben. Ihm wurde auch genehmigt, südlich der Burg eine unbefestigte Stadt anzulegen. Die 1327 gegründete Siedlung Lauenstadt hat sich jedoch nie richtig entwickelt, im Jahr 1613 stand sie in der Auflistung der Städte des Fürstentums Calenberg an letzter Stelle. Bis etwa 1900 wurden in Lauenstadt Krammärkte abgehalten, bei denen Gegenstände des täglichen Bedarfs an offenen Ständen verkauft wurden.
Bis 1350 wurde die Burg um einen langen Westflügel (32,6 × 9,6 m) ergänzt, an den sich ein weiterer Torturm (13,9 × 13,9 m) anschloss. Der Rest des Burgplatzes wurde von einer Ringmauer umfasst. 1363 gehörte zur Burg eine Mühle und eine Zollstation an der Leinebrücke.
Die Familie von Saldern musste die Burg aber 1364 an Herzog Wilhelm abtreten, weil sie sich an einem geheimen Pakt mit dem Bischof von Hildesheim beteiligt hatte. Ab 1371 diente die Burg als Sitz herzoglicher Vögte der Großvogtei Calenberg. 1380 widerstand die Burg Calenberg der Belagerung durch den Bischof von Hildesheim; danach wurde die bischöfliche Burg Nabershausen bei Barnten geschleift. Ab 1405 war die Burg Verwaltungssitz der Vogtei Calenberg. 1432 wurde die Burg zur Residenz eines welfischen Herzogs bestimmt.

## Ausbau zur Festung Calenberg

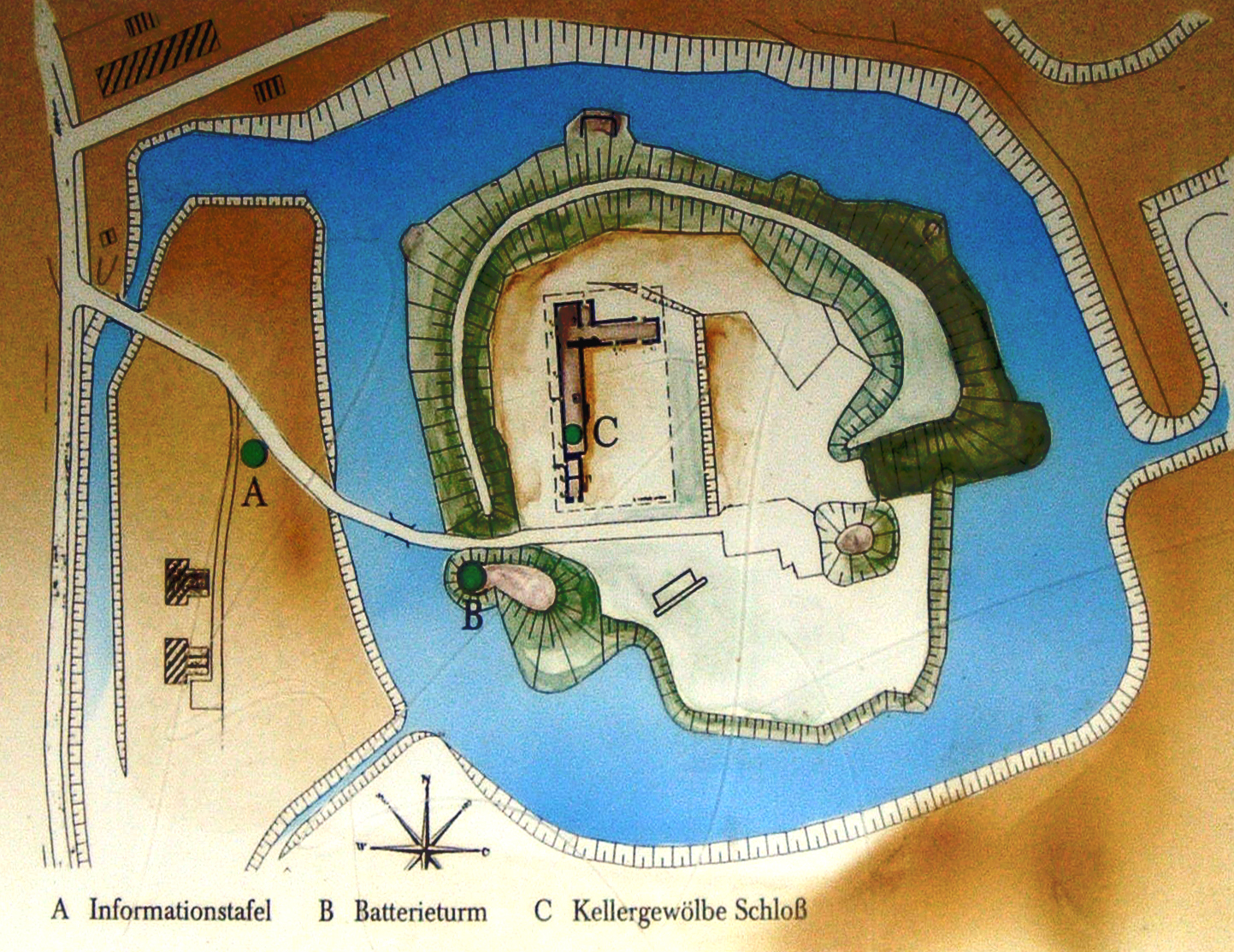
Übersichtsplan auf der Hinweistafel am Zugang zum Calenberg

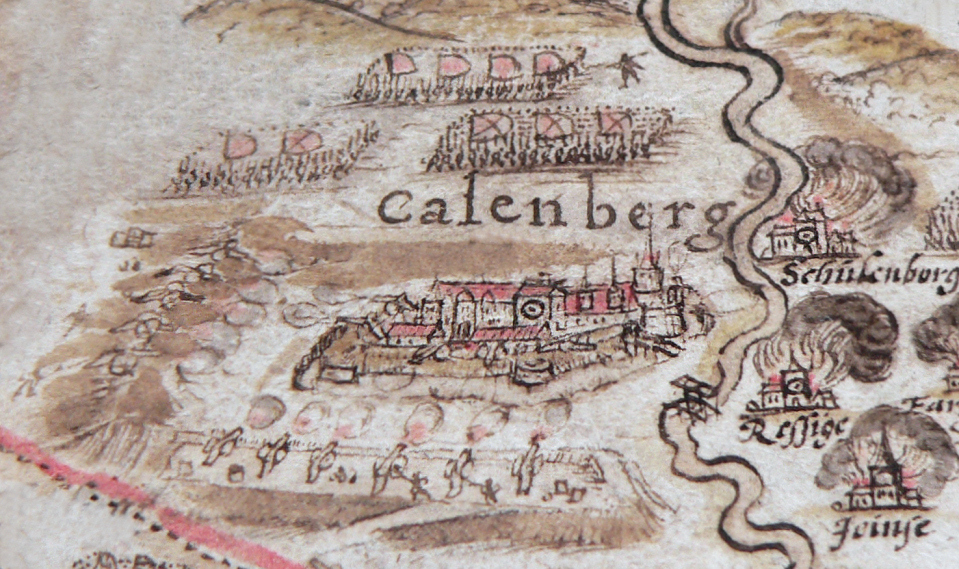
Belagerung der Festung 1519 während der Hildesheimer Stiftsfehde, Zeichnung von Johannes Krabbe von 1591

Nach der Einführung der Feuerwaffen war die Wasserburg Angreifern nicht mehr gewachsen. Sie wurde daher Anfang des 16. Jahrhunderts noch vor der Hildesheimer Stiftsfehde unter Erich I. zu einer modernen Festung umgebaut, die über zwei Brücken zugänglich war. Als wichtigste Maßnahme wurde ein 700 m langer Wall angelegt, der den Burgplatz vor Geschützfeuer schützen sollte. Der Hauptwall mit acht gemauerten Schanzen wurde mit einem 40 m breiten Graben umgeben, der über einen Kanal aus dem Rössingbach geflutet wurde. Der westlichen Zugangsseite mit der Zugbrücke war eine unbefestigte Vorwerksinsel mit dem Flurnamen Die Bleiche vorgelagert. Direkt hinter der Brücke lag der dreistöckige Batterieturm von etwa 24 m Durchmesser und 2 m dicken Mauern mit Geschützscharten in doppelgeschossiger Anordnung. Die Festung wurde durch siebzehn Kanonen geschützt und war damit besser ausgestattet als die zum Fürstentum gehörenden Städte Göttingen und Hannover.
Die Feste Calenberg hat mehrere Belagerungen überstanden. Während der Hildesheimer Stiftsfehde 1519 wurde sie drei Wochen lang erfolglos belagert. Im Dreißigjährigen Krieg wurde die Feste Calenberg 1625 drei Wochen lang von Tilly belagert; sie kapitulierte erst nach einer Meuterei der Besatzung. 1632 gelang es dem auf schwedischer Seite kämpfenden welfischen Herzog Georg von Braunschweig-Calenberg trotz sechswöchiger Belagerung zunächst nicht, die Burg zurückzuerobern. Erst nach seinem Sieg in der Schlacht bei Hessisch-Oldendorf und einer weiteren Belagerung konnte er die stark beschädigte Feste Calenberg 1633 einnehmen.

### Herrschaftliche Funktion
Die Festung diente dazu, den Einfluss des Bischofs von Hildesheim, mit dem die Welfen in dauernden Auseinandersetzungen lebten, im Raum Hannover zurückzudrängen und Landgewinne zu erzielen. Sie war jedoch nicht groß genug, um den Hofstaat aufzunehmen, und war von keiner größeren Ansiedlung umgeben. Sie war daher kein Residenzschloss, sondern eher ein Gästehaus und nur eine gewisse Zeit Sitz der Vogtei. Die eigentliche Verwaltung des Fürstentums lag in Neustadt. Die Feste Calenberg wurde aber von den Fürsten als Stammschloss des Hauses betrachtet und dementsprechend gepflegt.
Nach mehreren Erbteilungen fielen 1634 die Fürstentümer Calenberg und Göttingen an das Fürstentum Braunschweig-Lüneburg-Celle und bildeten nach Verleihung der Kurwürde ab 1692 das Kurfürstentum Hannover. Nachdem Herzog Georg von Braunschweig-Calenberg im Dreißigjährigen Krieg 1636 zunächst noch mit schwedischen Truppen das Gebiet wieder für die Welfen zurückerobern konnte, wählte er Hannover als Residenzstadt. Ab 1648 wurde das Schlossgebäude in der Feste Calenberg wiederhergestellt. Es diente nun als Garnison, 1673 als Glasmanufaktur und immer wieder als Gefängnis. Die Feste wurde von 1656 bis 1662 noch einmal instand gesetzt.

### Festungshaft von Corvinus

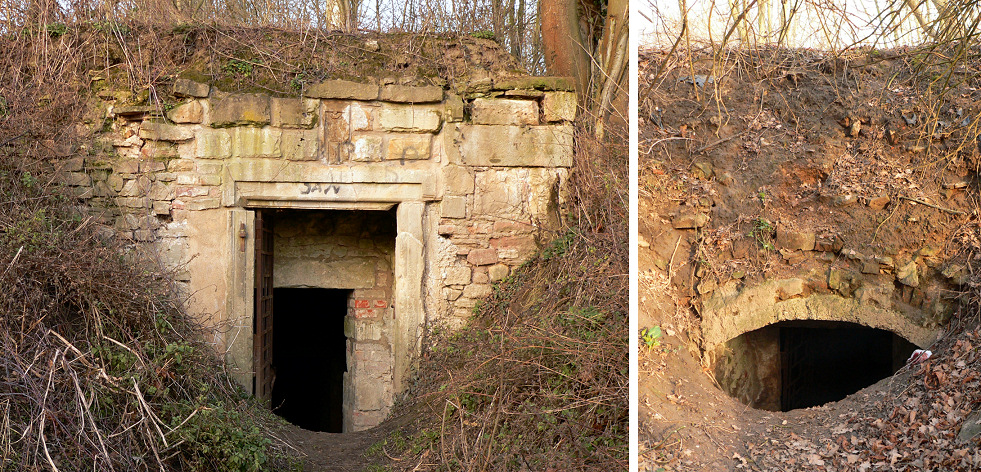
Zugänge zu den erhaltenen Gewölbekellern des Schlosses, links der Eingang zum Corvinuskeller

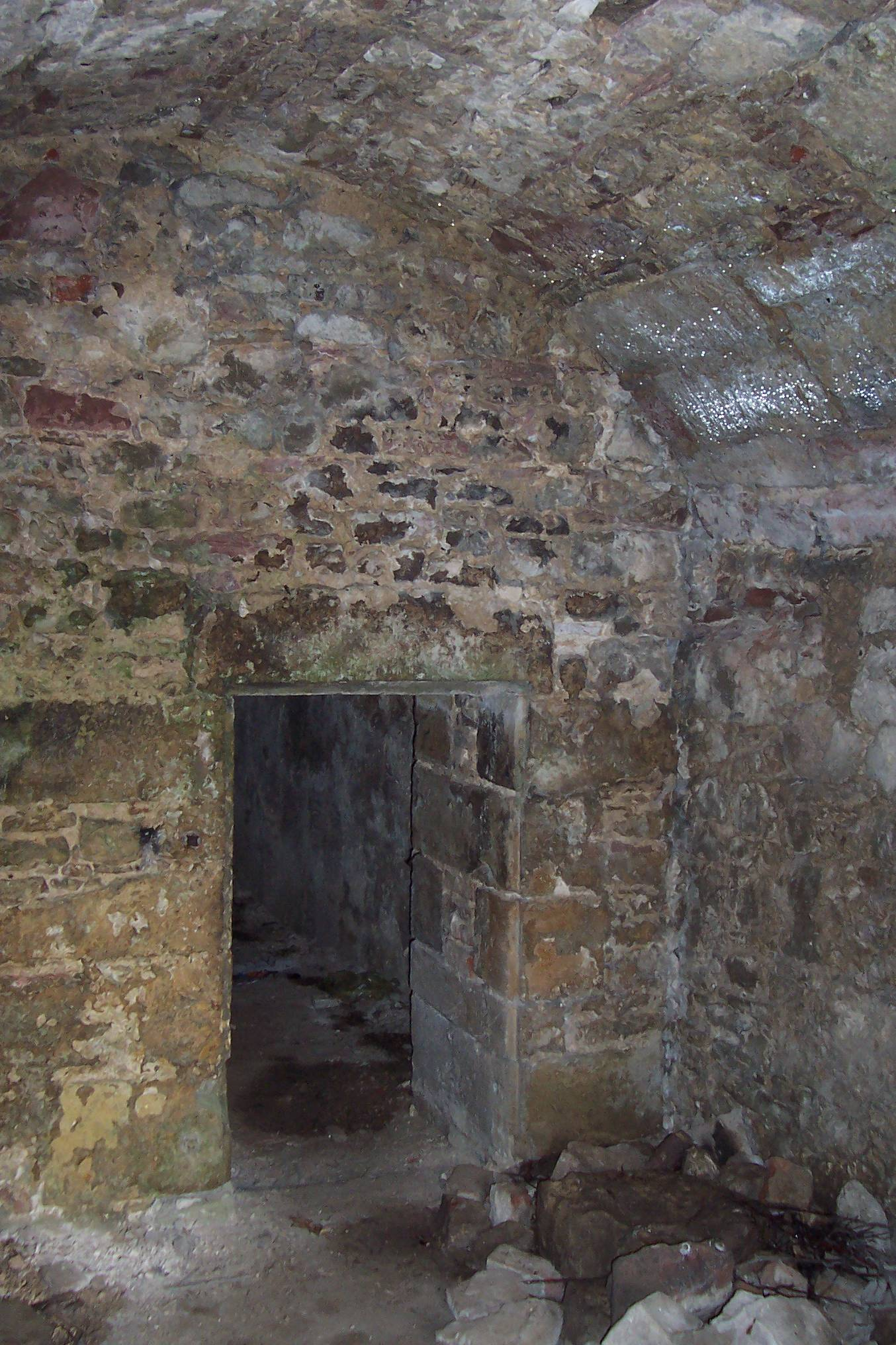
Innenraum 1 des Corvinus-Kellers

Der katholische Landesherr Erich II. akzeptierte im Jahr 1548 das Augsburger Interim des katholischen Kaisers. Auf der lutherischen Synode von Münden stellten sich der lutherische Reformator Anton Corvinus und der Pattenser Prediger Walter Hoiker (auch Hocker genannt) gemeinsam mit 140 Geistlichen 1549 erbittert gegen das Interim.
Daraufhin setzte Erich II. Anton Corvinus und Walter Hoiker am 2. November 1549 in der Feste Calenberg in Beugehaft, um sie und die übrigen Geistlichen zur Annahme des Interims zu zwingen. Die Gefangenen wurden gut verpflegt, konnten Post empfangen und beantworten und durch ein geöffnetes Fenster mit ihren Besuchern sprechen. Nach dem Passauer Vertrag, als der Kaiser das Interim für ungültig erklärt hatte und Erich II. bei ihm in Ungnade gefallen war, entließ Erich II. die beiden Gefangenen am 21. Oktober 1552.
Noch heute findet sich an der früheren Burgstelle ein Eingang zu einem Keller, der Corvinuskeller heißt und in dem sich nach mündlicher Überlieferung das Gefängnis von Corvinus befunden haben soll.

### Merian-Kupferstich

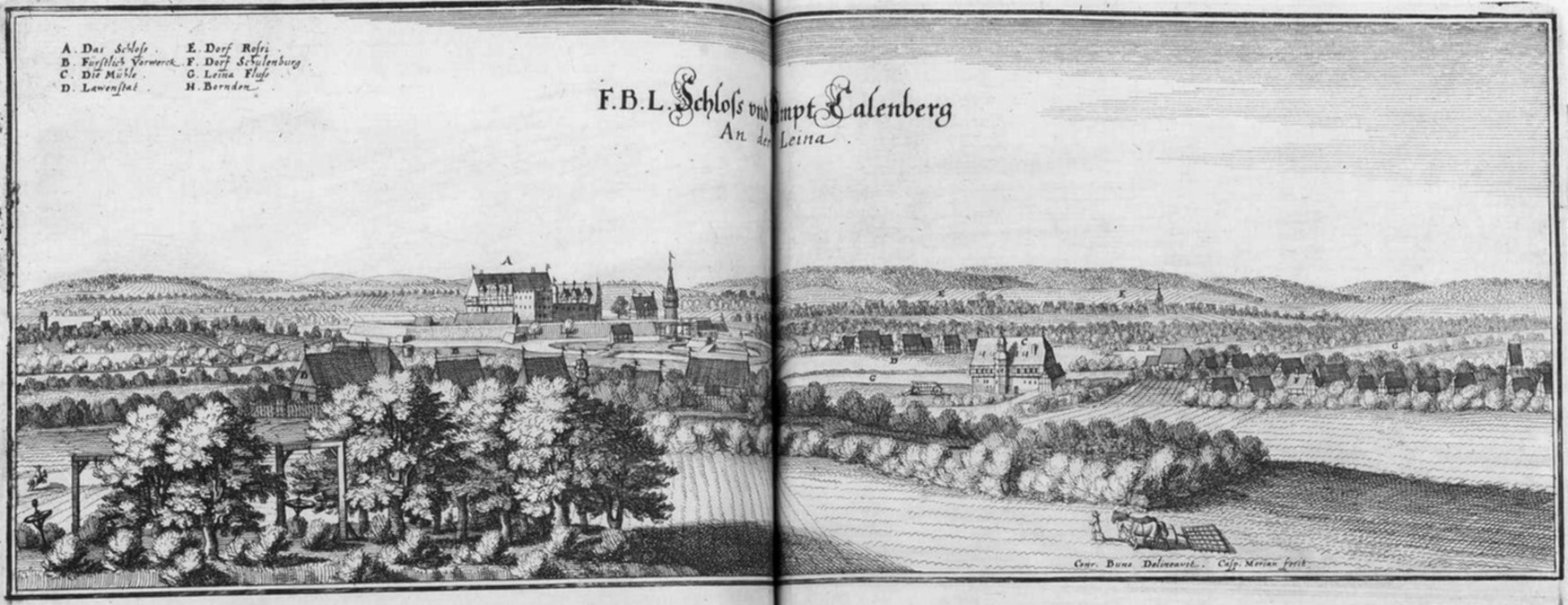
Feste Calenberg im Jahr 1654 als Kupferstich von Caspar Merian nach Conrad Buno

Im Jahr 1654 veröffentlichte Caspar Merian (1627–1686) in der Topographia Germaniae seinen Kupferstich von der Feste Calenberg, der auf einen Entwurf des Vermessungsingenieurs Conrad Buno zurückgeht. Der Kupferstich zeigt einen perspektivischen Blick aus Richtung Gestorf in Richtung Hildesheim, also von Nordwesten zum Südosten.
Links im Vordergrund steht die Richtstätte Das alte Gericht, dahinter die Domäne Neues Calenberg (B. Fürstlich Vorwerck) mit den damaligen Häusern und im Hintergrund die Festungsanlage Calenberg mit ihren darin eingeschlossenen Gebäuden (A. Das Schloss) und mit einem Wohnhaus für Angestellte auf der Vorwerksinsel, die vor der Festungsanlage liegt. Rechts von der Festungsanlage befinden sich die Häuser von Lauenstadt (D. Lawenstat), davor sieht man diesseits der Leine (G. Leina Fluss) die Calenberger Mühle (C. Die Mühle). Rechts im Vordergrund liegt der Ort Schulenburg (F. Dorf Schulenburg), dahinter jenseits der Leine der Ort Rössing (E. Dorf Rossi). Links im Hintergrund befindet sich der Ort Barnten (H. Bornden). Das Dorf rechts hinter der Festung ist nicht benannt; es handelt sich um Emmerke.
Die Richtstätte Das alte Gericht befand sich nördlich von dem Schulenburger Poggenworthsteich am Südrand der Heerstraße von Schulenburg nach Gestorf (jetzt L 460) an der Stelle, an der sich zuvor die Wüstung Herbergen befand. Sie wurde später durch die Richtstätte Das neue Gericht ersetzt, die sich nordöstlich der Straßenkreuzung der B 3 mit der L 460 befand.

## Niedergang der Festung
Nach dem Dreißigjährigen Krieg war die Burg der größeren Reichweite der Geschütze nicht mehr gewachsen. Außerdem bildete sie ein Sicherheitsrisiko, weil Feinde sie in ihren Besitz nehmen und von da aus das Calenberger Land bedrohen konnten.

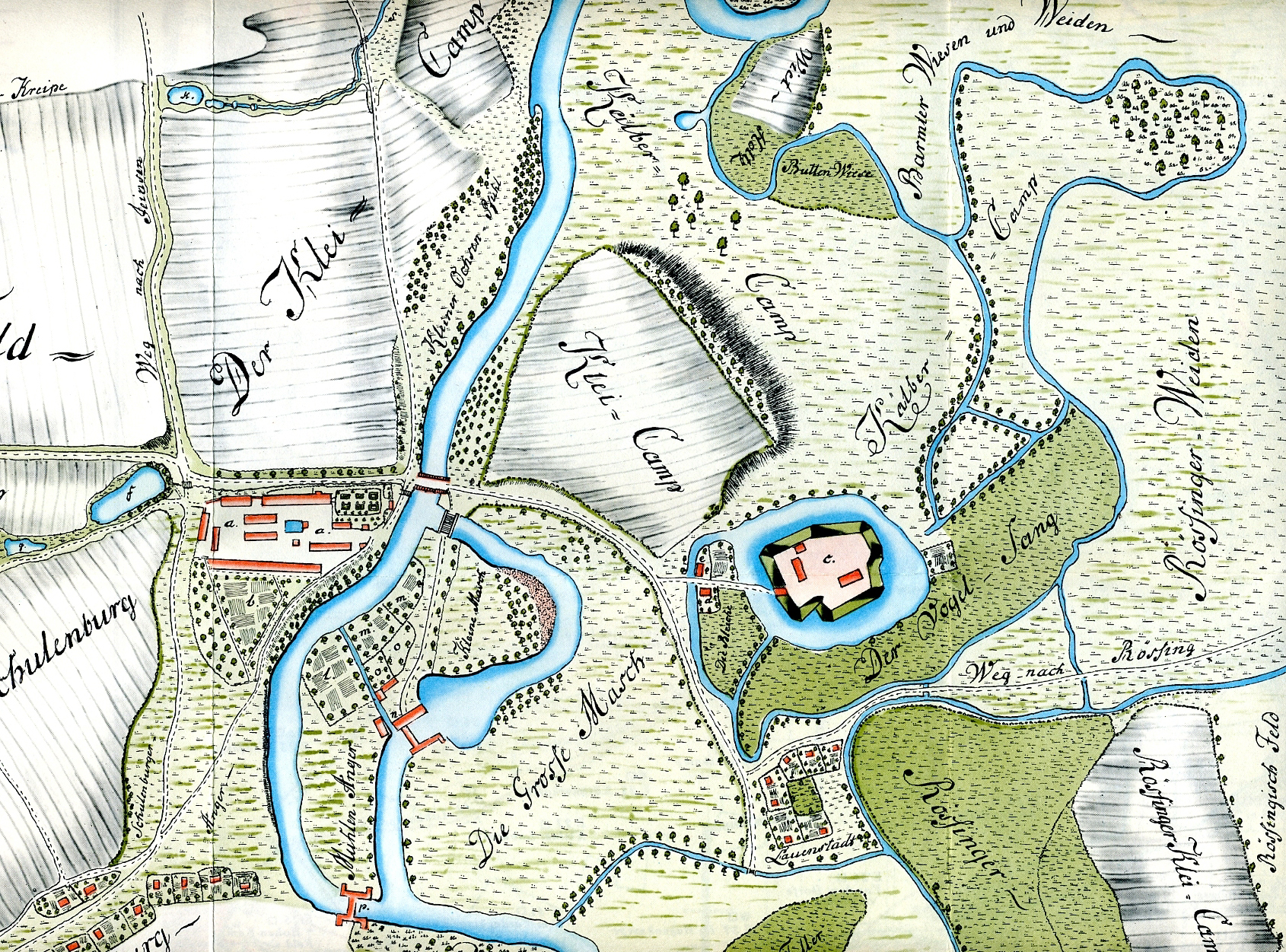
Der Calenberg 1771. Die Karte ist nicht genordet. Bilderklärungen des Originals: a. Der Amt Hof zu Calenberg; b. Küchen- und Baumgarten; c. Alte Schloss Calenberg; d. Licent–Bedienten Wohnung; e. Deputat–Bedienten Wohnung; f. Oehlmühlen–Teich; g. Kleiner–Teich; k. Posen–Teich; l. Der Hopfen–Garten; m. Deputat–Garten; n. Die Mühle; o. Garten dabei; p. Wasser Überfall; q. Die Wannen bei den Teichen.

Die Burg wurde aufgegeben und aufgrund von Baumängeln ab 1690 abgebrochen. 1692 wurde die Feste Calenberg geschleift, dabei wurde der südliche Burgwall abgetragen und in den Festungsgraben verfüllt. Daraufhin ist die Stadt Hannover zur Festung ausgebaut worden. Auf der linken Leineseite entstand 1669 in dem jetzigen Hausgut Calenberg in Schulenburg die Domäne Neues Calenberg mit dem damaligen Brauhaus von 1673 und mit dem Amtssitz von Calenberg, der bis in das 19. Jahrhundert hinein eine mittlere Verwaltungsbehörde bildete.
Aus den Steinen des abgerissenen Schlosses wurde 1765 im nordöstlichen Bereich der Feste ein Criminal-Gefängnis errichtet. Es war von Fluchtmauern umgeben und diente bis 1930 als Gefängnis. Es wurde noch vor dem Zweiten Weltkrieg abgerissen. Südlich davon stand das Wohnhaus für den Gefängnisaufseher und den Gerichtsboten; dort gab es zwei Gefängniszellen mit vergitterten Fenstern. Dieses Gebäude diente später als privates Wohnhaus mit einem südlichen Nebengebäude, bis es 1981 abgerissen wurde.
Zwei aneinandergebaute Fachwerkhäuser aus dem Jahr 1830 standen mittig auf dem Fundament des Westflügels der Burg aus dem frühen 14. Jahrhundert, südlich davon befand sich ein Gebäude aus Natursteinen, dessen südlicher Kellereingang heute noch besteht und Corvinuskeller genannt wird. Die im Osten liegende Fläche des abgerissenen Schlosses diente als Hausgarten. Die von drei Familien bewohnten Gebäude waren 1981 so baufällig, dass ihre Bausubstanz in den folgenden Jahren abgetragen werden musste. Die Gärten wurden mit Waldbäumen bepflanzt. Ein Unterflurhydrant am Weg weist noch auf die ehemalige Bebauung hin. Bei der Abtragung der Gebäude blieben die Kelleranlagen erhalten; einige Zugänge wurden zugeschüttet, andere sind offen. Gegen 1990 wurden die Ruinen durch die Maurerfirma Rasch aus Schulenburg restauriert; dabei wurden Steine verwendet, die auf dem Gelände gefunden wurden. Eines dieser Fundstücke war ein wappenähnlicher Schmuckstein, der über dem Türsturz des Eingangs zum Corvinuskeller eingesetzt wurde. In dem Corvinuskeller findet sich die Inschrift Habe Geduld Bruder.
Auf dem Schulenburger Berg bauten die Welfen im 19. Jahrhundert das Schloss Marienburg, das heute als Museum und Restaurant dient.

## Überreste

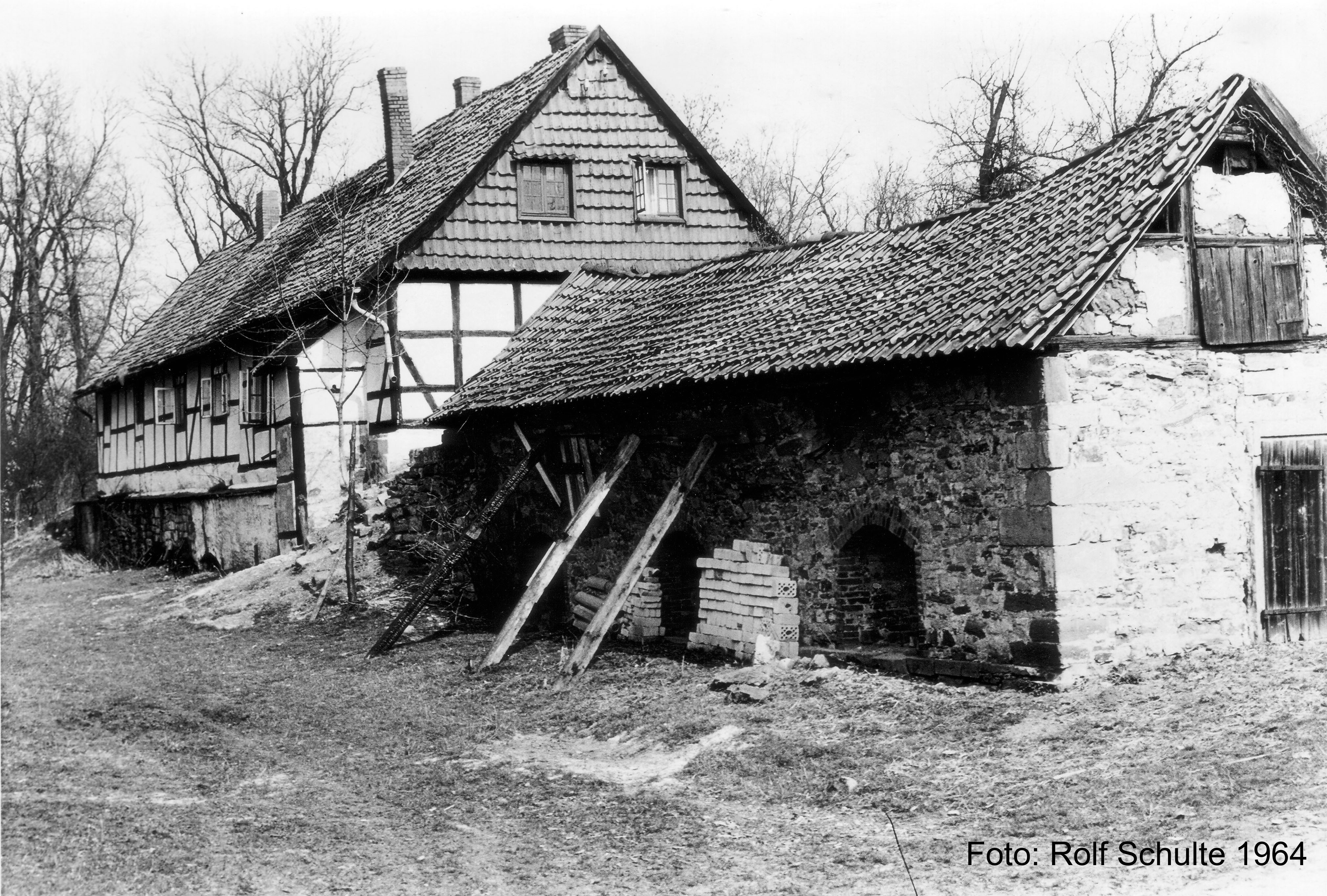
1981 abgebrochener Fachwerkbau mit Nebengebäude auf dem Kellergeschoss des westlichen Burgflügels, Ansicht 1964 von Nordosten

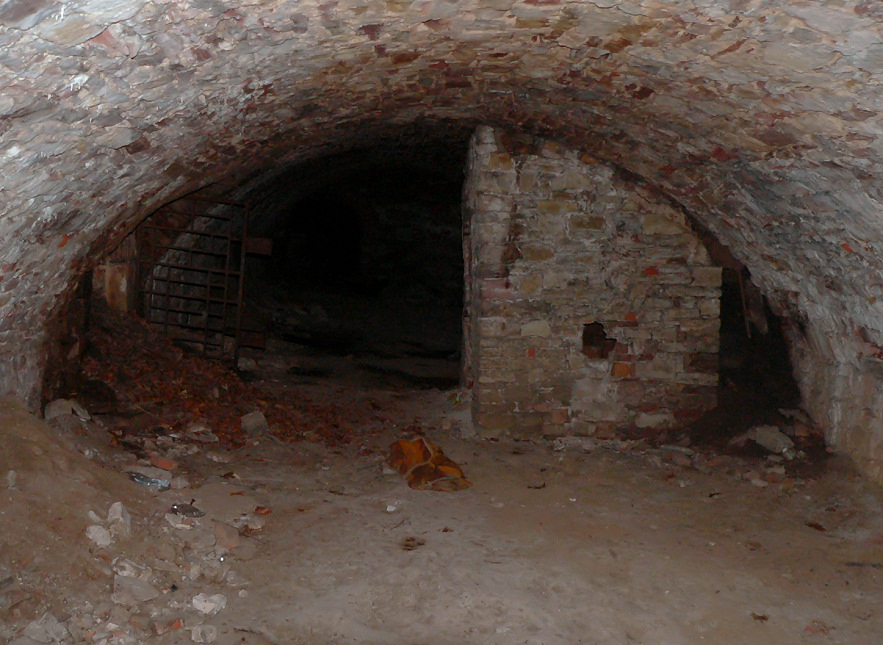
Gewölbekeller, rechts das Mauerwerk des Burgbrunnens

Die Überreste der Festung liegen im Gebiet von Alt Calenberg, das seit 1997 zum Landschaftsschutzgebiet Calenberger Leinetal gehört. Von der Festung und dem Burgberg sind heute noch die Wälle, Keller und Fundamente der Burg, des Schlosses, des Corvinuskellers sowie Reste des Batterieturms erhalten. Der Batterieturm und die beiden Kellerräume sind seit Mitte 2008 verschlossen. In den Gewölbekellern unter den beiden Schlossflügeln schlafen Fledermäuse. Im Zeitraum vom 1. Oktober bis zum 30. April sollten die überwinternden Tiere nicht gestört werden. In einem Gewölbe ist ein mehrere Meter tief gemauerter Brunnen vorhanden. Die unterirdischen Keller sind so weitläufig, dass sich dort einmal zwei Kinder verliefen, die durch Einsatzkräfte gerettet werden mussten.
Nach mündlicher Überlieferung soll es angeblich unterirdische Fluchtgänge nach Lauenstadt und zum Bistum Hildesheim gegeben haben. Die Wallanlage besteht noch im Nordwesten, im Norden und im Nordosten. Die umlaufenden Gräben führen kein Wasser mehr. Das ganze Areal ist mit Bäumen, Sträuchern und Brennnesseln bestanden, es finden sich auch Schneeglöckchen und wilde Narzissen.
Seit dem Ende des 20. Jahrhunderts findet am Vormittag des Himmelfahrtstages bei günstigem Wetter ein ökumenischer Gottesdienst im südlichen Bereich der Burg Calenberg statt (Stand: 2007).

## Calenberger Mühle

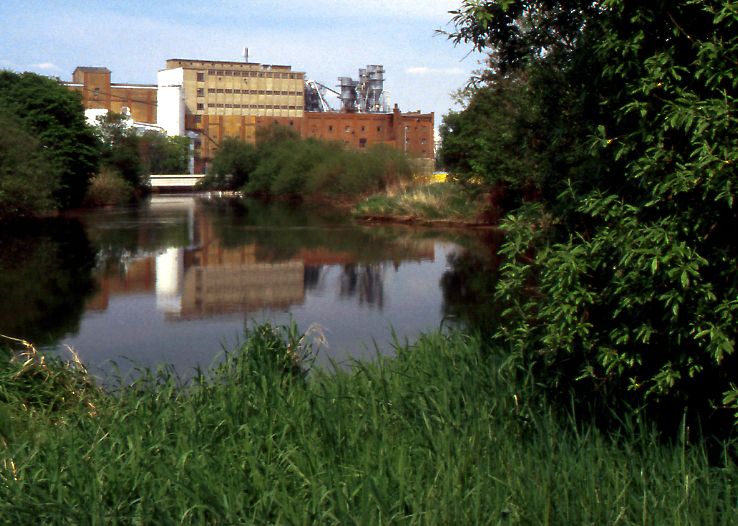
Gebäude der früheren Calenberger Mühle auf einer Leineinsel

Die erste Calenberger Mühle stand in der Burg Calenberg. 1363 gehörte zur Burg eine Mühle und eine Zollstation an der Leinebrücke. Die Calenberger Mühle auf der Leineinsel bei Schulenburg war eine Wassermühle. Sie ist auf einem Merian-Kupferstich von 1654 abgebildet.
Vom Bahnhof Nordstemmen wurde etwa um 1880 eine eingleisige und nicht elektrifizierte Eisenbahntrasse in Länge von 4,3 Kilometern bis zur Calenbergen Mühle geführt. Der Güterverkehr wurde etwa Ende der 1950er Jahre eingestellt, der Gleisabbau folgte in den 1960er Jahren.
Auf der Leineinsel wurde die Wasserkraftanlage „Calenberger Mühle“ von der Firma Ernst Malzfeldt & Söhne bis 1988 betrieben.
Mit einer Wasserspiegellagendifferenz von ca. 5 Meter stellte die Wasserkraftanlage eine erhebliche Barriere für die ökologische Durchgängigkeit der Leine dar. Daher wurde in den Jahren 2009 und 2010 zur Herstellung der ökologischen Durchgängigkeit eine bauliche Veränderung durchgeführt, um den Fischen einen Aufstieg und Abstieg an der Wassermühle zu ermöglichen.
Die Calenberger Wassermühle wurde nach ihrer Stilllegung an eine Firma für Prozesstechnik  verkauft.

## Karten
- Flurnamenkarte 1:10.000 Blatt 5/3 Gestorf des Landkreises Hannover, Abt. Kartographie, o. J. (1986).
- Flurnamenlexikon zur Flurnamenkarte, Hrsg. vom Landkreis Hannover. Bearb. Heinz Weber Teil 5,3: Gestorf. Schriftenreihe: Flurnamensammlung des Landkreises Hannover. o. J. (1986).
- Flurnamenkarte 1:10.000 Blatt 6/3 Alt-Calenberg des Landkreises Hannover, Abt. Kartographie, o. J. (1981).
- Flurnamenlexikon zur Flurnamenkarte, Hrsg. vom Landkreis Hannover. Bearb. Heinz Weber Teil 6,3: Alt-Calenberg. Schriftenreihe: Flurnamensammlung des Landkreises Hannover. o. J. (1987).

## Archive
- GSTA Berlin, HA STA Königsberg, HBA A2 1584–1586 (K. 92) Inventarium 3: Calenberg.
- Celle Br 2 Nr. 335, Br 57 Nr. 126.
- HSTA Düsseldorf, Werden Akten V d, Nr. 1, Bl. 2.
- Nds. Hauptstaatsarchiv Hannover, Cal Br 2 Nr. 78 + 335, Cal Br 8 Nr. 944, Cal Br 21, 2869, Hann 74 Cal. Nr. 93 + 1302 + 1303 + 1342, Hann 76 c B Nr. 101, Hann 88A Nr. 989.